# Góra Chełmo
Góra Chełmo – wzniesienie (323 m n.p.m.) w pobliżu wsi Chełmo, położonej w województwie łódzkim, w powiecie radomszczańskim, w gminie Masłowice.
Na wzniesieniu pozostałości grodziska z IX w. otoczonego siedmioma pierścieniami wałów obronnych. Archeolodzy odkryli, że pierwsze umocnienia na Górze Chełmskiej pochodzą z IX wieku. Istniały kilkadziesiąt lat i zostały spalone. Według historyka Tomasza Nowaka były to prawdopodobnie umocnienia obronne albo miejsce kultu. W X wieku gród rozbudowano i funkcjonował on do wieku XIII. Przypuszcza się, że od XIV do XVII wieku istniał w tym miejscu dwór szlachecki, brak jednak źródeł, które pozwalają na potwierdzenie tych informacji.
Badania archeologiczne na stanowisku prowadziła Janina Kamińska w latach 1955–56. W czasie badań wykopaliskowych ustalono, że wały grodziska zbudowane były w konstrukcji drewniano- ziemnej, wzmacnianej kamieniami. W latach 2014–15 przeprowadzono serie badań nieinwazyjnych. Wykonano zdjęcia lotnicze i analizy pomiarów LiDAR ALS (lotniczy skaning laserowy) oraz badania geofizyczne i fosforowe. Wyniki wyraźnie wskazują, iż mamy do czynienia z obiektem, który najpewniej był objęty intensywną aktywnością osadniczą, przestrzeń grodziska osiągała powierzchnię ponad 11 ha.
Na południowym stoku góry znajduje się złoże piaskowców kredowych „Zagórze” udokumentowane zostało w kategorii C1 i zajmuje powierzchnię 0,94 ha. Nadkład, o grubości od 0 do 2,5 m (średnio 1,35 m) stanowią gleba i rumosz piaskowca. Miąższość złoża waha się od 10,4 do 12,5 i średnio wynosi 11,5 m. Piaskowiec znajduje zastosowanie jako materiał okładzinowy w budownictwie i w drogownictwie.
Przez wzniesienie przebiega pieszy szlak turystyczny – Szlak partyzancki, oznaczony kolorem czerwonym .
Z południowego zbocza widoczne są wzniesienia Wyżyny Krakowsko-Częstochowskiej. Góra Chełmo to najdalej położony punktem z którego zaobserwowano Karpaty. Pierwsza obserwacja Tatr z tego miejsca (i województwa łódzkiego) została wykonana 20 października 2021 przez fotografa Pawła Kłaka.